# Marpissa armifera
Marpissa armifera är en spindelart som beskrevs av Arthur Urquhart 1892. Marpissa armifera ingår i släktet Marpissa och familjen hoppspindlar. Inga underarter finns listade i Catalogue of Life.